# Проворный (корвет)
«Проворний» (рос. Проворный) — корвет з керованим ракетним озброєнням ВМФ РФ, другий у серії корветів проєкту 20385. Корабель призначено для патрулювання ближньої морської зони, боротьби з надводними кораблями та підводними човнами, для забезпечення ППО загонів кораблів пунктів базування, а також для артилерійської підтримки висадки та дій морського десанту.
Увійде до складу 114-ї бригади кораблів охорони водного району (бухта Іллічова) Камчатської флотилії різнорідних сил ТОФ ВМФ Росії з базуванням у Петропавловську-Камчатському.

## Будівництво
Різка металу була і підготовка до закладки почалися на Північній верфі у квітні 2013 року. Офіційна церемонія закладки (будівельний № 1006) пройшла 25 липня 2013 року по модернізованому проєкт 20385 (базовий проєкт 20380), що передбачає установку на кораблі замість восьми протикорабельних ракет Х-35 «Уран», восьми місць універсального корабельного стрілкового комплексу (УКСК) вертикального пуску ракет 3С14 великої дальності сімейств «Калібр», «Онікс» і «Циркон», через це збільшена довжина на 2 метри до 106,3 метра, а повна водотоннажність до 2430 тонн.
У травні 2016 року завершилося формування корпусу.
У 2018 році на судно встановлено освітлювальне обладнання виробництва норвезької промислової групи Glamox, але оскільки дана компанія відмовилася від поставок своєї продукції для російського ВПК через побоювання наслідків з боку США, на всі наступні кораблі серії буде встановлено освітлювальне обладнання російського виробництва.
У квітні 2019 року стало відомо, що Санкт-Петербурзька філія ВАТ «ВНДІР-Прогрес» завершила постачання комплекту ЕТІ зі складу загального електрообладнання. Також було змонтовано систему корабельного моніторингу виробництва заводу «Енергія».

### Пожежа
17 грудня 2021 року на судні сталася пожежа, корабель швидко загорівся, постраждали верхня палуба, ходова рубка головного командного поста та інтегрована баштово-щоглова конструкція. Площа пожежі сягнула 800 м2.
Передачу корвету флоту спочатку було заплановано на кінець 2022 року. Корабель повинен був увійти до складу Об'єднаного командування сил на північному сході Росії та базуватися на Камчатці. Однак після пошкоджень, отриманих корветом під час пожежі, терміни його здачі можуть бути перенесені.

## Основні характеристики
- Водотоннажність стандартна: 1800 тонн
- Водотоннажність повна: 2430 тонн
- Довжина найбільша: 106,3 м
- Довжина КВЛ: 92 метри
- Ширина максимальна: 13 метрів
- Ширина КВЛ: 11,1 м
- Осадка найбільша: 7,95 м (з бульбою)
- Осадка середня: 3,7 м
- Двигуни: 4 дизелі 16Д49
- Агрегати: дизель-дизельні агрегати ДДА12 000 «Коломенський завод» (встановлені замість німецьких MTU)
- Двигуни: 2 п'ятилопатеві гребні гвинти
- Загальна потужність: 20 800 к.с. (15 300 кВт)
- Швидкість повного ходу: 27 вузлів
- Швидкість економічного ходу: 14 вузлів
- Дальність плавання: 4000 миль (на 14 вузлах)
- Автономність плавання: 15 діб (за запасами провізії)
- Екіпаж 100 осіб (зокрема 14 офіцерів)